# هول (فرقة موسيقية)
هول (بالإنجليزية: HOLE)‏ هي فرقة روك بديل موسيقية أمريكية نسوية أنشأت في لوس أنجلوس بولاية كاليفورنيا سنة 1989 بواسطة المغنية كورتني لوف وعازف القيثارة إريك إيرلاندسون. من أشهر عضواتها بيتي شيميل، كريستن فاف وميليسا أوف دير مور.

## مراحل الفرقة
بدأت الفرقة في 1989 من لوس أنجلوس بغناء البانك روك حيث وقعوا عقدا مع دي جي سي ريكوردز وأطلقوا أول ألبوم لهن مع الشركة (ثاني ألبوم في مسيرة الفرقة) بعنوان Live Through This الذي حصل على الشهادة البلاتينية من شهادة رابطة صناعة التسجيلات الأمريكية.
الألبوم الثالث بعنوان Celebrity Skin (1998) ترشح لأربع جوائز ضمن جوائز غرامي. وعرفت الفرقة خلال هذه الفترة أعلى مستويات نجاحها منذ انطلاقها.
في 2002 توقف نشاط الفرقة لارتباط عضواتها بمشاريع متنوعة، ثم عادت لتتشكل من جديد بعضوات جديدات سنة 2010 وأطلقن ألبوما أخيرا في نفس السنة بعنوان Nobody's Daughter قبل أن تتوقف الفرقة نهائيا في 2012.

## التأثير النسوي
عرفت الفرقة بأنها من أشهر وأنجح الفرق الموسيقية النسوية بلون البانك روك، حيث حققت مبيعات تجاوزت 3 ملايين نسخة في الولايات المتحدة فقط، المواضيع النسوية مع الموسيقى جعلت من الفرقة من أكثر فرق التسعينات اهتماما بمشاكل النسوية. حيث ركز المواضيع على العنف الأسري والفروقات بين الجنسين.

## ديسكوغرافيا
أصدرت الفرقة 4 ألبومات (بما فيها ألبومين مع شركة دي جي سي ريكوردز):
- 1991: Pretty on the Inside
- 1994: Live Through This
- 1998: Celebrity Skin
- 2012: Nobody's Daughter

## الجوائز والترشيحات
جوائز غرامي
| العام | المستلم/العمل المرشح | الجائزة            | النتيجة |
| ----- | -------------------- | ------------------ | ------- |
| 1999  | Celebrity Skin       | أفضل ألبوم روك     | رُشِّح     |
| 1999  | "Celebrity Skin"     | أفضل أغنية روك     | رُشِّح     |
| 1999  | "Celebrity Skin"     | أفضل أداء فرقة روك | رُشِّح     |
| 2000  | "Malibu"             | أفضل أداء فرقة روك | رُشِّح     |

جوائز إم تي في الموسيقية
| العام | المستلم/العمل المرشح | الجائزة            | النتيجة |
| ----- | -------------------- | ------------------ | ------- |
| 1995  | "Doll Parts"         | أفضل فيديو         | رُشِّح     |
| 1999  | "Malibu"             | أفضل سينيماتوغرافي | رُشِّح     |